# 아랍에미리트의 종교
아랍에미리트의 종교 (2022년 추정치)
이슬람교는 아랍에미리트의 국교이자 우세 종교이교, 전체 인구의 대략 76%를 차지한다. 아랍에미리트 왕가들인 알나얀과 알막툼은 수니파의 말리키파를 따른다. 수니파의 한발리파 신자 다수는 샤르자, 움알쿠와인, 라스알카이마, 아지만 등에서 발견된다. 한발리파에는 알카시미 왕가도 포함한다. 아랍에미리트 내 다른 종교에는 기독교, 힌두교, 불교, 조로아스터교, 드루즈교, 바하이교, 유대교, 시크교 등이 있으며 외국인들이 따른다.

## 이슬람교
아랍에미리트 헌법은 이슬람교를 국교로 지정하고 있으며, 인구 90% 이상이 수니파이다. 나머지 5-10%에서 다수는 시아파이며 샤르자와 두바이 토후국에 집중되어 있다. 비시민권자 거주민들 중 수니파와 시아파 간 단절로 공식적인 통계 자료는 없지만, 언론의 추측은 비시민권자 이슬람교도 중 20% 이하가 시아파일 것으로 추측한다.
아랍에미리트 연방 정부의 이슬람교 종교 총국 (아콰프, Awqaf)은 두바이 정부의 이슬람교자선활동부(IACAD)의 관리 하에 놓인 두바이의 수니파 모스크를 제외한 아랍에미리트 내 수니파 모스크들의 관리를 관장한다. 이슬람교 종교 총국은 매주마다 이맘들에게 쿠트바의 주제와 내용과 더불어 총국 홈페이지에 매주 올려진 유인물에 관한 지시 사항들을 배포한다. 또한 이슬람교 종교 총국은 3단계로 이뤄진 체제를 적용하고 있는데 여기에서 신참 이맘들은 아콰프의 쿠트바 유인물을 면밀하게 따르며, 중간의 수준 이맘들은 아콰프 당국이 선정한 주제나 소재에 따라 설교를 준비하고, 고참 이맘들은 쿠트바에 있어 주제를 고를 유연성이 부과됐었다. 시아파가 다수인 모스크의 일부 시아파 종교 지도자들은 아콰프가 매주마다 승인한 강연을 따르기로만 하고, 반면 다른 이들은 자신들만의 쿠트바를 쓴다. 아립에미리트 정부는 개인의 것으로 여겨지는 것은 제외한 수니파 모스크에 기금을 비롯한 지원을 하고 있으며, 모든 수니파 이맘들은 정부를 고용주로 여긴다.
자파리파 평의회가 모스크 관리와 기부 등을 포함한 아랍에미리트 내 시아파 사무를 관리한다. 평의회는 또한 시아파 모스크들에 설교 내용에 관한 별도의 지시 사항들을 발표한다. 아랍에미리트 연방 정부는 시아파 모스크들에 대한 종교 지도자들을 임명하지는 않는다. 시아파 신자들은 자신들만의 모스크에서 예배를 들이고 정부는 시아파 모스크를 개인의 것으로 간주한다. 그럼에도 시아파 모스크들은 요청이 있을 경우 정부로부터 기금을 받을 수 있다. 또한 정부는 시아파 모스크들이 미나레트를 통해 시아파의 아잔을 방송하는 것을 허용해주었다. 시아파교도들은 모스크와 자선 활동 관리, 재정 관리, 설교자 고용 등 시아파 관련 사무를 맡을 자체적인 평의회인 자파리 평의회를 두고 있다. 아랍에미리트 정부는 시아파 교도들이 개인적인 모임에서 아슈라 행사를 지키는 것은 허용하나, 공개 집회에서는 불허하고 있다.
이슬람교도들에게, 샤리아는 법률 제정의 핵심 법원(法源)이다. 그렇지만, 아랍에미리트의 재판 제도는 경우에 따라 다른 유형의 법을 허용한다. 샤리아는 이슬람교인들한테 혼인, 이혼, 상속 등 대부분 가족법 문제에 대한 재판 결정의 근거를 형성한다. 반면, 비이슬람교인이나 비시민권자의 경우에는 샤리아보다는 당사자들의 모국 법률이 적용한다.
이슬람교에서 다른 종교로 개종은 인정되지 않고 상당한 제약이 걸려 있음에도, 이슬람교로 개종은 호의적으로 본다. 이슬람교인 남성들은 책의 사람들에 속하는 비이슬람교인 여성과 혼인할 수 있으나, 이슬람교인 여성은 남자 측이 이슬람교로 개종하지 않는 한 비이슬람교인 남성과 결혼이 허용되지 않으며 만일했다 하더라도 법적으로 인정받지 못한다.

## 기독교
가톨릭교도와 개신교도 들이 기독교 소수 집단의 많은 비율을 이루고 있다. 2005년 인구 조사에 따르면, 기독교인들이 전체 인구의 9%를 차지한다고 하며 2010년 추정치에서는 12.6%가 제시되었다. 아랍에미리트 내에는 2023년 기준 교회 52곳이 존재한다. 이슬람교가 기독교인들을 책의 사람들로 여기기에, 아랍에미리트 정부는 교회를 위한 토지 수여를 기꺼이 고려하는데, 이는 2008년에 기독교 종교 시설이 다른 비이슬람교 종교 시설들의 수를 넘는 결과를 낳았다. 아랍에미리트 내 많은 기독교인들은 인접 중동 국가들인 레바논, 시리아 외에 다른 국가들과 더불어 아시아, 아프리카, 유럽 혈통이다. 2020년 4월, 후기 성도 교회의 교회가 두바이에 발표됐다.
국가 소유의 학교들에는 기독교식 종교 교육이 존재하지 않는다.

## 힌두교, 시크교, 자이나교
힌두교와 자이나교는 아랍에미리트에 거주하는 인도인과 파키스탄계 신드인 공동체에서 많은 비율로 따른다. 두바이가 무역항으로서 초기 발전에 있어 인도인 사업 공동체의 기여에 대한 표시로, 셰이크 라시드 빈 사이드 알 마크툼은 부르두바이에 사원 단지 건설을 위한 허용과 토지를 내려주었다. 또한 두바이 남쪽엔 시크의 구르와라가 있으며, 제벨알리에 위치했다. 16명이 넘는 신들이 있는 두 번째 사원이 2022년 9월 1일 제벨알리 내 'Worship Village'라는 이름으로 개관되었다.

## 불교
전체 인구의 대략 2% 혹은 거의 500,000명이 불교 신자이다. 불교 사원 한 곳이 두바이에서 인접한 주메이라에 위치했다. 아랍에미리트의 불교도들은 불교도 비중이 많은 태국과 스리랑카 등 아시아 국가들에서 온 외국인 노동자들이 대부분을 이루고 있다.

## 유대교
2022년 기준, 유대교는 아랍에미리트에서 회복 추세를 겪고 있다.
아랍에미리트 내 작은 유대인 공동체 한 곳이 존재한다. 두바이에는 2008년 이래로 문을 연 유일하게 알려진 시나고그가 있다. 이 시나고그는 외부인들도 받아들이고 있다 2019년, 'Foundation for Ethnic Understanding'의 랍비 마크 슈나이어에 따르면, UAE 내 거주하고 자유롭게 예배를 드리는 유대인 150 가구에서 3,000명 정도가 있다고 추측했다.
두바이의 시나고그는 2016년 관용공존부의 지시로 UAE 정부의 지원을 받고 있다. 관용공존부는 국가 관용 프로그램 조성과 아랍에미리트 내 유대인 공동체에 대한 공식 승인을 이끌었다.
또 다른 시나고그가 아부다비에 아브라함 가족관(Abrahamic Family House)의 일부로서 모스크 그리고 교회와 함께 지어지기로 계획되어 있다.
2020년 6월 기준 유대인 공동체는 두바이 유대인 공동체 회장 솔리 울프와 랍비 레브 듀크먼이 이끌고 있다. 유대인 공동체에는 탈무드 토라, 코셔 치킨 셰치타 및 두바이에 위치한 영구 시나고그가 있다.
'IMPACT-se'는 아랍에미리트 내 종교 관용에 대하여 20022년 1월에 보고서를 냈다. 아랍에미리트 정부는 유네스코의 평화와 관용 지침을 '일반적으로 충족'한 교과서들에서 반유대주의나 증오 내용들을 발견한 것에 대해 부인하고 있지만, IMPACT-se 측은 유대인 국가와 그 역사에 대한 교육이 없어진 것을 인용했다. 문제의 교과서들은 UAE와 이스라엘 간 관계 정상화를 이끈 2020년 아브라함 협정에 대해 가르치고 있지만, 지도에서 이스라엘을 빠트리거나 홀로코스터 사건들이 교육에서 빠져있다고 전해진다.

## 무신론
갤럽 조사에 따르면 아랍에미리트인의 4%까지가 신앙이 없는 자들로 보고되었다. 무종교는 이슬람교도들에게 있어 불법적인 것이며, 이슬람교로부터 배교자들은 아랍에미리트의 신성 모독 방지법 하에서 최대 형벌 사형에 처한다. 이에 따라, 아랍에미리트의 종교의 자유에 대해 의문이 제기되고 있다.
아랍에미리트의 무신론은  외국인 거주자들에서 주로 있으며 현지 젊은층에서도 아주 적은 수가 있다. 술탄 수우드 알카세미에 따르면, 이슬람교가 아라비아반도에서 뿌리 내린 지 1,400년이 넘었기에, 페르시아만 지역은 오랜 이슬람 역사와 전통을 누리고 있으며, 이슬람교는 민족 정체성에 밀접한 연관성을 띠고 있다고 하였다. 이에 따라 이슬람교에 대한 거리감이나 비판은 "민족 정체성에서 거리감을 두는 것과 동일한 것"으로 보았다. 알카세미는 인터넷을 통한 소셜미디어 사용이 익명성을 제공하며 걸프 지역의 무신론자들을 위한 강력한 표현의 수단으로 남아 있으며, 저명한 걸프 지역의 블로거가 아랍에미리트 출신의 무신론자 아메드 벤 케리샨(Ahmed Ben Kerishan)으로 아랍의 블로고스피어에서 무신론자와 세속적 시각을 옹호하고 있는 것으로 알려진 점을 주목했다.

## 종교의 자유
2023년, 아랍에미리트는 종교의 자유에 있어 4점 중 2점을 기록했다.